# Падащият човек
Падащият човек е снимка, направена от фотографа на „Асошиейтед Прес“ Ричард Дрю на падащ човек от Световния търговски център по време на атаките на 11 септември 2001 г. в Ню Йорк. Неидентифицираният мъж на изображението е хванат в капан на горните етажи на Северната кула и не е ясно дали пада, докато търси безопасност, или скача, за да избяга от огъня и дима. Снимката е направена в 9:41:15 ч. сутринта и въпреки многото имена, които се посочват като евентуалния Падащ човек, самоличността му не е категорично потвърдена.
Снимката е широко критикувана след публикуването ѝ в международните медии на 12 септември 2001 г., като читателите я определят като смущаваща, хладнокръвна, зловеща и садистична.
Ретроспекция на списание „Тайм“, публикувана през 2016 г., гласи: „Самоличността на Падащия човек все още е неизвестна, но се смята, че той е бил служител в ресторанта „Уиндоус ъф дъ Уърлд“, който се намира на върха на Северната кула. Истинската сила на Падащия човек обаче е по-малко за това кой е бил неговият субект и повече за това в какво се е превърнал: импровизиран непознат войник в често неизвестна и несигурна война, спряна завинаги в историята.“

## Описание
Във вторник, 11 септември 2001 г., 4 пътнически самолета са превзети от 19 терористи на Ал-Каида след излитане. Два от тези отвлечени пътнически самолети изпълняват полет 11 на „Американ Еърлайнс“ и полет 175 на „Юнайтед Еърлайнс“ и са умишлено разбити в кулите близнаци на комплекса на Световния търговски център в Ню Йорк, като убиват или хващат в капан над 1300 души над 91-вия етаж на Северната кула и повече от 600 над 76-ия етаж на Южната кула.
Същата сутрин около 200 души са видени да падат от горните нива на горящите небостъргачи. Всички с изключение на три идват от Северната кула, където значително повече хора са затворени на много по-малък брой етажи. Повечето от хората, които падат от Световния търговски център, умишлено намират смъртта си по този начин, за да избягат от дима, пламъците и екстремната топлина (на някои места, оценена на над 1090 °C). По-малък процент от смъртните случаи при падане са инциденти, причинени от хора, които губят равновесие близо до первази на прозорци, или са опити да се спуснат на по-нисък етаж под огъня. Някои от обитателите на двете кули над точката на удара се отправят към покрива с надеждата за спасяване с хеликоптер, но вратите за достъп до покрива са заключени. В този момент не съществува план за спасяване с хеликоптер и комбинацията от оборудване на покрива, гъст дим и силна топлина не позволяват на хеликоптерите да се приближат.
Длъжностните лица не могат да възстановят или идентифицират останките на тези, които са принудени да напуснат кулите, поради условията на терена близо до основата на сградата по това време, преди тяхното срутване. Службата на съдебния лекар в Ню Йорк не класифицира тези хора като „скачащи“ и обяснява, че за „скачащ“ се определя такъв, който „отива в офиса сутринта, знаейки, че ще се самоубие“. Те също така добавят, че жертвите не искат да умрат, но „биват изтласкани от дима и пламъците или издухани“. Службата на съдебния лекар посочва начина на смъртта като убийство за всички смъртни случаи, свързани с атентатите от 11 септември 2001 г.
Сутринта на 11 септември Ричард Дрю е на работа за „Асошиейтед Прес“ и снима модно ревю за бременни в „Брайънт Парк“. Предупреден от своя редактор за атаките, Ричард Дрю взема метрото до метростанция „Чеймбърс Стрийт“, близо до Световния търговски център. Той заснема изображението на падащия човек, докато е на ъгъла на две пресичащи се улици. Той прави осем последователни снимки, след като осъзнава, че поредицата от силни пукащи звуци не са от падащ бетон, а по-скоро хора, които се удрят в земята. Ричард Дрю снима между 10 и 12 различни поредици от изображения на хора, скачащи от кулата, преди да се наложи да напусне мястото поради срутването на Южната кула. Падащият човек пада от южната страна на западната фасада на Северната кула. По този начин лявата половина на фона включва Северната кула, докато Южната кула се вижда отдясно. Снимката създава впечатлението, че човекът пада право надолу; но поредица от снимки, направени от неговото падане, показват, че той се преобръща няколко пъти във въздуха.

## История на публикациите
Снимката първоначално се появява във вестници по целия свят, включително на седма страница на „Ню Йорк Таймс“ на 12 септември 2001 г. Надписът към снимката гласи: „Човек пада с главата напред, след като скача от северната кула на Световния търговски център. Това беше ужасяваща гледка, която се повтори в моментите след като самолетите удариха кулите.“ Появява се само веднъж в „Таймс“ поради критики и гняв срещу използването ѝ. Пет години и половина по-късно се появява на страница 1 на „Ню Йорк Таймс Буук Ревю“ на 27 май 2007 г.

## Идентификация
Самоличността на обекта на снимката никога не е официално потвърдена. Големият брой хора, хванати в капан в кулата, затруднява идентифицирането на човека от 12-те снимки, въпреки че няколко източника се опитват да го идентифицират.

### Норберто Ернандес
Канадският журналист Питър Чейни е помолен от своя работодател „Глоуб енд Мейл“ да се опита да идентифицира човека на снимката за една история. След като получава достъп до списъка с изчезнали хора, той спекулира, че мъжът, изобразен на снимката, може да е Норберто Ернандес, сладкар в „Уиндоус ъф дъ Уърлд“, ресторант, разположен на 106-ия етаж на Северната кула. Сестрата на Норберто Ернандес първоначално се съгласява с Питър Чейни и го кани на погребението. Журналистът получава агресивен отговор от дъщерите на Ернандес, които отричат Норберто Ернандес да е мъжът на снимката и му нареждат да напусне. Питър Чейни решава да публикува статията независимо от това и оставя съпругата и дъщерите на Ернандес много разстроени, главно поради католическия възглед за самоубийството като грешно. Някои от най-близките му роднини отказват да видят снимката.
След като историята на „Глоуб енд Мейл“ става популярна, американският журналист Том Джунод разговаря с Ричард Дрю и открива, че снимката е само една в поредица от дванадесет, нещо, което Питър Чейни не осъзнава. След като преглежда цялата поредица, Том Джунод заключава, че мъжът на снимката има по-тъмна кожа от Норберто Ернандес и всъщност е облечен в по-небрежно облекло; той се свърза с вдовицата и дъщерите на Норберто Ернандес, които му позволяват да ги посети. Том Джунод им показа цялата поредица от снимки и след като ги вижда, семейството уверено изключва Ернандес. Вдовицата на Норберто Ернандес забелязва, че дрехите, с които мъжът на снимката е облечен, са напълно различни от тези, които носи съпругът ѝ сутринта на атаките, нито пък приличат на тези, които той притежава.

### Джонатан Брайли
След като е помолен от вдовицата на Норберто Ернандес да „изчисти името на [нейния] съпруг“, Том Джунод започва да пише журналистическа статия за снимката. Статията на Джунот, „Падащият човек“, е публикувана в броя на списание „Ескуар“ през септември 2003 г. Той е адаптиран в документален филм със същото име. Статията дава възможната самоличност на падащия мъж като Джонатан Брайли, 43-годишен звуков инженер, който работи в „Уиндоус ъф дъ Уърлд“. Джонатан Брайли има астма и би разбрал, че е в опасност, когато димът започва да изпълва ресторанта. Първоначално той е идентифициран от брат си Тимъти. Майкъл Ломонако, главен готвач на ресторанта, също предполага, че мъжът е Джонатан Брайли въз основа на неговия тип тяло и дрехи.
На една от снимките ризата или бялото сако на Падащия човек са разтворени и нагоре, а така разкриват оранжева тениска, подобна на риза, която Джонатан Брайли често носи. По-голямата сестра на Брайли, Гуендолин, също предполага, че той може да е жертвата. Тя казва пред репортери на „Дейли Мирър“: „Когато за първи път погледнах снимката... и видях, че е мъж – висок, слаб – казах: „Ако не знаех нещо по-добре, това можеше да е Джонатан.“ Останките на Джонатан Брайли са открити в деня след 11 септември. Джонатан Брайли е брат на Александър Брайли, член на групата „Вилидж Пийпъл“.